# Phyto celer
Phyto celer är en tvåvingeart som först beskrevs av Camillo Rondani 1862.  Phyto celer ingår i släktet Phyto och familjen gråsuggeflugor. Inga underarter finns listade i Catalogue of Life.